# 熊谷元実
熊谷 元実（くまがい もとざね）は、江戸時代初期の武士。毛利家家臣で長州藩士。安芸熊谷氏の末裔。

## 生涯
慶長18年（1613年）、宍戸広匡の次男として生まれる。
寛永3年（1626年）、長州藩主・毛利秀就の命で、杉重政の娘（熊谷元貞の従姉妹）を妻に迎え、熊谷主膳正の死後に空席となっていた熊谷氏の
家督を相続した。
実家の宍戸氏に後継者がなかったため、長男の就附に宍戸氏の家督を継がせたが、延宝4年（1676年）に就附が早世したため、その弟である就延に宍戸氏の家督を継がせた。末子の隆将は熊谷氏の故地である安芸国三入庄に戻り、帰農した。
貞享2年（1685年）4月20日に死去。享年73。次男の就実が家督を相続した。

## 参考資料
- 『萩藩閥閲録』巻27「熊谷帯刀」
- 『可部町史』[要文献特定詳細情報]
- 熊谷家譜録（熊谷家蔵）[要文献特定詳細情報]